# 2.5次元てれび
2.5次元てれび（にてんごじげんてれび）は、株式会社2.5次元てれびがかつて配信していたインターネットテレビ番組。DigitalTimeWarp制作。

## 概要
2012年6月28日に配信が開始し（初回のみ録画配信、第2回：2013年7月12日から生配信）2013年12月26日に第37回生配信をもって休止した。
「アニメ」「コミック」「ゲーム」「声優」「イラスト」「VOCALOID」「擬人化」「コスプレ」「ラノベ」「痛車」といった、日本が世界に誇るさまざまなオタクカルチャーに二次創作等のユーザー参加型のソーシャル要素を加えたものを「2.5次元コンテンツ」として扱い、事前取材映像とパーソナリティ×ゲストのトークでそれらを紹介した情報バラエティ番組。
誰でも無料で視聴することができ、会員登録をすることでコメントを投稿することができるようになっていた。
2012年9月17日より、個人ニュースサイト『アキバBlog』内で、番組スタッフがコラムを執筆している。コラムのコンセプトは「舞台裏」で、カメラの回ってない場面でのキャスト、ゲスト、スタッフの状況をリポートする内容となっている。また、アキバBlog内で初公開される動画コーナーとして、休憩時間の女性キャストたちがお弁当を食べる様子を撮影した「とある収録の楽屋飯」があった。
リポーターズの関係するコーナーと取材映像のうち時間の都合で配信できなかったものは、スピンアウト番組「2.5次元あうと」内で配信されることがあった。
配信休止後も公式サイトなど一部コンテンツは継続されていたが、2015年2月28日をもって全サービスを終了した。
配信を行っていた株式会社2.5次元てれびは2015年1月27日にDMM.comが吸収合併し解散することを公表している。

## 配信時間
毎月第2・第4木曜日、21:00 - 22:00、2.5次元てれびWebサイトにて生配信（生配信のみ20:55分からスタジオ内映像配信。エンディング後に延長配信の場合有り）。生配信の翌日金曜日12:00からアーカイブ配信され、全配信回視聴できるほか、コーナーアーカイブからは各コーナーごとの動画を視聴できる（ただし、第27回：2013年7月25日配信分から延長部分はアーカイブ配信されない）。

## 出演者
番組MC
- 岩田光央
- 南條愛乃

リポーターズ
- 綾瀬有
- 持月玲依
- 村川梨衣

番組イメージキャラクター てれび子（仮）
キャラクターボイス（第4回：2012年8月9日配信から）
- 冨岡美沙子（ナレーション兼任、不定期に顔出し出演があった）

（てれび子（仮）キャラクターデザイン　村田蓮爾）
ナレーション
- 後藤ヒロキ

リポーターズ候補生（2期）※不定期出演
- 雨宮夕夏
- 清都ありさ
- 高橋未奈美

## エンディングテーマ
| 曲名               | アーティスト名 | 期間                           |
| ------------------ | -------------- | ------------------------------ |
| イントロダクション | buzzG          | 2012年6月28日 - 2013年6月27日  |
| Tidy Up!           | Annabel        | 2013年7月11日 - 2013年12月26日 |

## コーナー
2.5次元的特集
イベントレポート、痛車、ゲーム、コスプレ、ロボット、サバイバルゲーム、サブカルスポットの紹介、アンテナショップ、番組プロジェクト関連ロケ、ゲスト特集など様々な内容を扱った。
2.5次元てれびプロジェクト紹介
番組が展開するオリジナルプロジェクトを紹介していたコーナー。
俺得ニュース
2.5次元的なイベントをニュース形式で紹介していたコーナー。
クリごはん
クリエイターのみなさんに元気の源になる食べ物“クリごはん”を教えてもらうコーナー。
ゲストへの質問コーナー
番組公式Twitterに寄せられた視聴者からの質問や前週の2.5次元あうとで決定した質問をゲストに聞く。
ゲストへのお願い！
前回の2.5次元あうとで出演者の出した案から選んだシチュエーションで、視聴者がTwitterに投稿した台詞を、ゲストに言ってもらうコーナー。（第29回：2013年8月22日配信から）
俺得ランキング
販売店のCD・ゲーム・コミック・ライトノベル等の売り上げランキングを紹介するコーナー。
八木得ランキング
番組企画スタッフ八木だけが得するランキングコーナー。主に、番組にゲスト出演している声優が演じたキャラランキングを彼独自の視点でもって発表していた。八木の声は綾瀬有が演じた。
クイズコーナー
ゲストへのクイズコーナーで、全10問で1問正解するごとに1万円もらえた。ゲストにとって簡単な問題しか出さず、全問正解されて10万円を支出することになってしまったため、第25回（2013年6月27日配信）の一回限りとなった。
Yuu Know Light Novel?
綾瀬有がオススメのラノベを紹介するコーナー。
Yuu Know Light Manga?
綾瀬有がオススメのコミックを紹介するコーナー。紹介するコミックをコミック動画化し、いずれも声優である番組出演者の綾瀬有、持月玲依、村川梨衣、冨岡美沙子、後藤ヒロキが声をあてていた。番組企画スタッフの八木が声の出演をすることもあった。
劇団2.5次元てれび 金田朋子伝説
ゲストの声優 金田朋子の衝撃の伝説を番組リポーターズが再現ドラマで紹介した。
2.5次元あうとレイジ
リポーターズとリポーターズ候補生（2期）がレギュラーリポーターの座を賭けて戦った。
（本編：第26回（2013年7月12日配信）から、予告：第24回（2013年6月13日配信）、第25回（2013年6月27日配信）、2.5次元あうと 第11回（2013年6月20日配信））
モモカ、声優やるってよ
番組プロデューサーのモモカが声優を目指すドキュメンタリー。このコーナーのナレーションは豊口めぐみ。（第28回：2013年8月8日配信から）

## イベント

### コミックマーケット84 企業ブース出展
2013年8月10日から12日までの3日間、東京国際展示場で開催されたコミックマーケット84の企業ブースに、「2.5次元てれび／GALAT」として初めて独自に出展した。ブース番号は335（覚え方は、みさこ）。本番組では初のイベント。
出展内容
- ご当地魔法少女プロジェクト「魔法少女大戦ロックオン」のiPhoneゲームアプリのトーク＆試遊ステージイベント各日2回実施。
- ゲームのプレミアムアイテムコードつきコースターの無料配布。
- 綾瀬有、持月玲依、 村川梨衣、冨岡美沙子、雨宮夕夏、清都ありさが売り子を担当し以下のものを販売した。
  - 「てれび子（仮）Tシャツ」（赤、青、緑、黒／各色共サイズS・M・L）、「魔法少女大戦ロックオン スターターブック」ゲーム解説本、「魔法少女大戦クロニクル」イラスト集（C83pixivブースへの委託商品と同じ本、魔法少女大戦ロックオンのプレミアムアイテムコード付コースター付）、「プリンセスロワイヤルクロニクル」イラスト集（会場先行発売）、「2.5次元らじお 仲良し三人組が不思議の部屋に迷い込んだら…」DVD。

### コミックマーケット85 企業ブース出展
2013年12月29日から31日までの3日間、東京国際展示場で開催されたコミックマーケット85の企業ブースに出展。ブース番号は135。
出展内容
- 3Dアクションゲーム「魔法少女大戦 for Vita」の特別PVを公開。
- 販売物
  - 「インジョルシカ 奈良編」写真集、「ロカドルプロモーション the Debut!!」ドラマ・音楽CD、「2.5次元どらま あうとぶれいく!」ドラマCD、「てれび子（仮）トートバッグ」、「てれび子（仮）Tシャツ」（赤、青、緑、黒／各色共サイズS・M・L）、「魔法少女大戦クロニクル」イラスト集。

## 2.5次元てれびプロジェクト
番組発による、オリジナルコンテンツを展開していくプロジェクト。各プロジェクトに対し、番組ユーザー・企業・地方自治体に様々な募集を行った。各プロジェクトで開催されたイラストコンテストは、番組とコラボレーションをしているpixivにユーザーが投稿する形になっていた。

### 魔法少女大戦
47都道府県のご当地要素を取り入れてイラスト化した魔法少女を扱っていたプロジェクト。
イラストコンテスト
- 募集期間：2012年6月28日 - 8月8日（第一次募集）、2013年11月28日 - 2014年1月29日（第二次募集）

魔法少女大戦クロニクル
- 番組が作成したビジュアル設定資料集。
- 発売日：2012年12月31日

痛車
- アライメントショップ「ZIO」のMAGIによる、魔法少女をモチーフにして製作された痛車。（第14回：2013年1月10日配信）

星宝転生ジュエルセイバー OFFLINE
- 「星宝転生ジュエルセイバー」のオフラインイベントにて、番組とブリリアントサービスがコラボレーションし、魔法少女のキャラクターがゲーム内に登場した。
- 開催日：2013年3月23日、場所：横浜港大さん橋国際客船ターミナル

筆まめSelect2014 with 魔法少女大戦
- 筆まめが開発した年賀状作成ソフト。
- 配信開始日：2013年9月20日

魔法少女大戦ロックオン
- ゲーム制作会社GALATが開発したiPhoneゲームアプリ。
- 配信開始日：2013年12月19日

魔法少女大戦タクティクス
- ゲーム制作会社DMMゲームズが開発したスマートフォン用ブラウザゲーム。
- 配信開始日：2014年1月28日

魔法少女大戦（アニメ）
- ガイナックスが制作したアニメ作品。
- 放映日：2014年4月8日 - （TOKYO MX、BS11）

魔法少女大戦 ZANBATSU
- GALATが開発したPlayStation Vita用3Dアクションゲーム。
- 配信開始日：2014年3月27日

### GIBOT
ご当地要素を取り入れてイラスト化したロボットと、それに搭乗するパイロットを扱っていたプロジェクト。
イラストコンテスト
- 募集期間：2012年8月9日 - 9月26日

### ご当地大戦
ご当地要素を取り入れたカードゲームを扱っていたプロジェクト。
イラストコンテスト
- 募集期間：2013年1月10日 - 2月27日

岩田光央のご当地のカム様
- 番組パーソナリティの岩田がご当地を巡り、観光名所に散らばったご当地カードを集めつつ、特産品やグルメを紹介したロケ企画。
- ロケ地：宮城県（第19回：2013年3月28日配信、第20回：4月11日配信）

### ロカドルプロモーション
イラスト化されたご当地アイドルを扱っていたプロジェクト。
イラストコンテスト
- 募集期間：2013年6月13日 - 7月31日

ロカドルプロモーションWebノベル
- 2.5次元てれびWebサイト内で公開されていたWebノベル。
- 「First Stage」（第1話：2013年9月4日公開 - 第5話：10月3日公開）

アイドル庁ラジオ局
- 2.5次元てれびWebサイト内で配信されていたインターネットラジオ番組。

### Princess Royale
イラスト化された古今東西の神話や童話のヒロインを扱っていたプロジェクト。
イラストコンテスト
- 募集期間：2012年10月11日 - 11月28日

プリンセスロワイヤルクロニクル
- 番組が作成したビジュアル設定資料集。
- コミックマーケット84にて先行発売（2013年8月10日 - 12日）

## 関連番組

### 2.5次元あうと
- 2.5次元てれびのスピンアウト番組として2013年2月7日に配信を開始し、[3]。2013年12月19日に第25回配信をもって休止した。

- 2.5次元てれびのリポーターズがメインで出演するトーク番組。2.5次元てれびで配信されなかった映像が配信されることがあった。

配信日
- 毎月第1・第3・第5木曜日、21:00 - 22:00、2.5次元てれびWebサイトにて配信、生配信。
- 生配信の翌日金曜日12:00からアーカイブ配信され、全配信回視聴可能。

出演者
リポーターズ
- 綾瀬有
- 持月玲依
- 村川梨衣

てれび子（仮）の中の人
- 冨岡美沙子（進行役、映像があるときはナレーション兼任、不定期に顔出し出演があった）

リポーターズ候補生（2期）※不定期出演
- 雨宮夕夏
- 清都ありさ
- 高橋未奈美

コーナー
モモッターの説明
初めての視聴者のために、番組プロデューサーであるモモカが操作するメッセージボードについて、てれび子（仮）が説明した。
お題コーナー（みんなで○○を考えよう）
与えられたお題に対する案を出演者4人が考えて発表する。第2回（2013年2月21日配信）から優勝した出演者には次回の2.5次元あうとの夕食選択権が与えられた。当初は番組企画スタッフ八木が優勝者を決めたが、第6回（2013年4月18日配信）からはアンケートシステムを用いた視聴者投票で最も得票した出演者が優勝者となった。総合演出スタッフが飽きたので第9回（2013年5月30日配信）で優勝者への夕食選択権付与は終了した。その後も番組の企画を考えるコーナーとしては継続した。
（第3回：2013年3月7日は代わりにラジコン戦車対決、第5回：2013年4月4日はクイズを行って優勝者を決めた）
ゲストへの質問大募集！！
次回の2.5次元てれびのゲストへの質問を視聴者から募集して、リポーターズが聞く3つの質問と誰がどの質問をするかを決めた。
魔法少女大戦ロックオン
2.5次元てれびとゲーム制作会社GALAT株式会社が開発したiPhoneゲームアプリ『魔法少女大戦ロックオン』の試遊、宣伝のコーナー。（第14回：2013年8月1日配信から）
単発のコーナー
反省会
ヒドい食レポを反省し、出演者4人で食レポのコメント案を考えた。（第1回：2013年2月7日配信）
前回の2.5次元テレビでの読み間違いの訂正およびお詫びを行った。（第11回：2013年6月20日配信）
質問ターイム
Twitterとコメントで募集した視聴者からの質問にリポーターズがそれぞれ答えた。（第1回：2013年2月7日配信のみ）
番組スタッフ八木さんからのお願い
詳細なシチュエーションのバレンタインの告白台詞をリポーターズの3人が演じて読んだ。（第2回：2013年2月21日配信のみ）
新しいリエ☆マジックを考えよう！！！
村川梨衣の挨拶「あなたのハートにリエマジック」の新しいポーズを出演者4人が考えて発表した。（第5回：2013年4月4日配信のみ）
2.5次元あうとレイジ　料理対決　番外編！！
リポーターズとリポーターズ候補生（2期）がリポーターのレギュラーを座を賭けた料理対決の、2.5次元てれびで配信されない部分が配信された。（第13回：2013年7月18日配信のみ）
第10回記念
冨岡美沙子全編顔出し出演。ロケを振り返ろう。八木さん生出演。岩田光央Skype生出演。2.5次元2.5次元あうとでは初めて15分延長配信し残り時間はフリートークで埋めた。（第10回：2013年6月6日配信）
コミックマーケット感想！！
初出展したコミックマーケット84の物販、ステージイベントの映像と出演者4人が感想を述べた。（第15回：2013年8月15日配信のみ）
夏祭りスペシャル
冨岡美沙子が中央の席に座り司会をし、リポーターズ3人に加えて、リポーターズ候補生（2期）の3人が出演して下記の内容の配信をした。
「出演者が思わず火傷するくらい熱い台詞が飛び出る胸キュンフレーズ」、「ちょっと怖いかもしれない怪談話」、村川梨衣の落語（第16回：2013年8月29日配信のみ）
八木坂ってここ？！。（第18回：2013年9月19日配信のみ）
出演者4人が告白台詞を方言で演じて読んだ。
綾瀬有プレゼンツ 綾瀬有生誕記念企画 2.5次元的トキメケ！センチメンタル？リポーターズ！
綾瀬有の誕生日（10月3日）企画として、綾瀬有がシナリオに参加し、持月玲依、村川梨衣、冨岡美沙子、綾瀬有が攻略キャラクターとして登場し、視聴者がアンケートシステムでプレイヤーの台詞を選ぶ、恋愛シミュレーションゲームのような寸劇が配信された。出演者4人はコスプレ衣装で出演した。（第19回：2013年10月3日配信のみ）
終了したコーナー
ゲストへのお願い！
次回の2.5次元てれびのゲストに台詞を言ってもらいたいシチュエーションを4人の出演者が考えてその中から1つを視聴者投票で決定する。ゲストに言ってもらいたい台詞は視聴者からTwitterで募集した。（第15回：2013年8月15日配信のみ）

### ロカドルプロモーション アイドル庁ラジオ局
- 2.5次元てれびのプロジェクト『ロカドルプロモーション』のインターネットラジオ番組。

配信日
- 毎週水曜日、23:00-23:30、2.5次元てれびWebサイトにて、2013年10月9日から配信を開始し、12月25日に第12回配信をもって終了した。

出演者
- 駒形友梨（金城夏海役）
- 華山梨彩（紫乃良子役）
- 井澤詩織（赤井クレア役）
- 清都ありさ（白鳥雪穂役）
- 東城日沙子（水嶋カナ役）
- 角元明日香（緑川美沙役）

※上記より毎週2人出演。配信回により出演者の組み合わせは異なる。

### 2.5次元らじお
- 2.5次元てれびの拡充番組[4]。ゆるやかトークとシチュエーションパフォーマンスを届けた映像番組。
- 配信日
  - 2013年2月27日、3月6日、3月13日、3月20日、21:00 - 21:45、2.5次元てれびWebサイトにて配信された。（全4回）
- メインパーソナリティ
  - 後藤沙緒里
  - 山本希望
- ゲスト
  - 内山夕実（2013年2月27日、3月6日）
  - 洲崎綾（2013年3月13日、3月20日）
- 本編と映像特典を収録したDVD『2.5 次元らじお 仲良し三人組が不思議の部屋に迷い込んだら…』が2013年6月28日に発売された。
- イベント
  - DVD発売記念イベントが後藤沙緒里、山本希望出演により、2013年6月30日にアニメイト池袋本店で開催された。